# Kalinivske
Kalinivske (în ucraineană Калінівське) este o așezare de tip urban din raionul Velîka Oleksandrivka, regiunea Herson, Ucraina. În afara localității principale, mai cuprinde și satele Krasnoliubețk, Novopoltavka și Zelenîi Hai.

## Demografie
Componența lingvistică a așezării de tip urban Kalinivske
     Ucraineană (92,58%)
     Rusă (6,85%)
     Alte limbi (0,43%)
Conform recensământului din 2001, majoritatea populației așezării de tip urban Kalinivske era vorbitoare de ucraineană (92,58%), existând în minoritate și vorbitori de rusă (6,85%).